# Піа Тьєлта
Піа Тьєлта (норв. Pia Merete Tjelta; 12 вересня, 1977, Ставангер, Норвегія) — норвезька акторка театру і кіно. У 2006 році закінчила Національну театральну академію Норвегії.

## Вибіркова фільмографія
- Ворог людей (2005)
- 90 хвилин (2012)